# Mesobaena huebneri
Espèce
Mesobaena huebneri est une espèce d'amphisbènes de la famille des Amphisbaenidae.

## Répartition
Cette espèce se rencontre :
- dans l'État d'Amazonas au Venezuela ;
- en Colombie.

## Publication originale
- Mertens, 1925 : Eine neue Eidechsengattung aus der Familie der Leposterniden. Senckenbergiana, vol. 7, n. 5, p. 170-171.